# Hermann Schmitz (Industrieller)

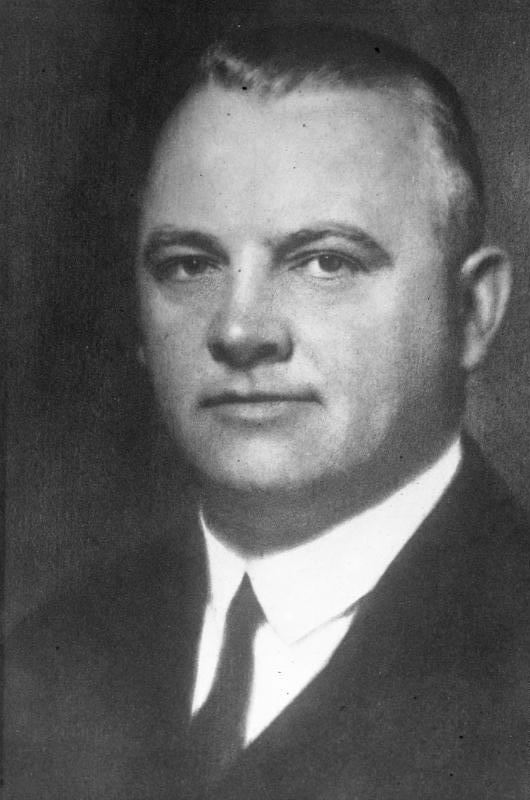
Hermann Schmitz (1931)

Hermann Schmitz (* 1. Januar 1881 in Essen; † 8. Oktober 1960 in Heidelberg) war ein deutscher Industrieller, von 1935 bis 1945 Vorstandsvorsitzender der I.G. Farben.

## Biografie
Hermann Schmitz stammte aus einer Arbeiterfamilie. Obwohl er überdurchschnittlich begabt war, konnten ihm seine Eltern nur den Besuch einer Handelsschule finanzieren. 1906 trat er seine erste Stelle als Sekretär bei der Metallgesellschaft (damals das größte Nichteisenmetall-Unternehmen der Welt) in Frankfurt am Main an, wo seine Talente (unter anderem seine harte Verhandlungstaktik) rasch zum Vorschein kamen und ihm zu einer steilen Karriere verhalfen. Bereits vier Jahre später, 1910, wurde er stellvertretendes Vorstandsmitglied des Weltunternehmens. Er sicherte in dieser Position der Metallbank Einfluss auf das Geschäft mit spanischem Blei.
Im Ersten Weltkrieg war er „Kommissar“ unter Walther Rathenau, der bis zum Antritt seiner Position als Präsident bzw. Aufsichtsratsvorsitzender der AEG im Jahr 1915 die Kriegsrohstoffabteilung im preußischen Kriegsministerium leitete. Schmitz forderte dort 1916 u. a. eine staatliche Bezuschussung der Stickstoffproduktion bei der BASF. Begründung: „Die in Merseburg zur Zeit im Bau befindliche Tochterfabrik der BASF in Ludwigshafen wird nach ihrer Inbetriebnahme das wichtigste Glied in der Stickstoffversorgung Deutschlands für Munitionszwecke sein. An der frühzeitigen Fertigstellung der Fabrik hat das Heer das allergrößte Interesse.“
In der „Interessengemeinschaft der deutschen Teerfarbenindustrie“, dem Vorläufer des späteren Zusammenschlusses der deutschen Großindustrie zur I.G. Farben, war er Vorstandsmitglied. In dieser Position war Schmitz einer der Vertreter Deutschlands als Sachverständiger bei den Verhandlungen zum Versailler Vertrag nach dem verlorenen Ersten Weltkrieg.
Bei dieser Gelegenheit lernte Schmitz Carl Bosch kennen, den Vorstandsvorsitzenden der BASF und trat 1919 in diese Firma ein, die 1925 in der I.G. Farben aufging. Er wurde persönlicher Finanzberater von Bosch, der durchsetzte, dass Schmitz bald zum Finanzdirektor der I.G. Farben aufstieg. 1925 erwarb Schmitz im Namen der I.G. Farben das Patent auf das Bergius-Verfahren zur Hochdruck-Verflüssigung von Kohle zu Öl. Von 1926 an war er Mitglied des Vorstands des Konzerns. Er war der Initiator und Hauptaktive bei der Verschleierung des Auslandsbesitzes der I.G. Farben vor den Alliierten durch Gründung von Tarngesellschaften, wie beispielsweise der Interhandel. Schmitz’ raffiniertes Vorgehen zeigte sich erneut 1928: Im Vorfeld einer Aktienemission der I.G. Farben in Höhe von 250 Millionen Reichsmark kündigte er eine Anhebung der Dividende an, um damit den Aktienkurs zu steigern. Nach Ausgabe sank der Kurs durch von ihm veranlasste Maßnahmen wieder. Damit brauchte der Konzern rund 10 Millionen Reichsmark weniger Dividende auszahlen und die Aktien konnten mit Gewinn zurückgekauft werden. Dieses Vorgehen war eigentlich ein Verstoß gegen den § 226,1 (Aktienrückkauf) des damaligen Handelsgesetzes.
Schmitz arbeitete während der Weltwirtschaftskrise wiederholt mit Reichskanzler Heinrich Brüning zusammen. Im Sommer 1931 war er der deutsche Vertreter in einem internationalen Gremium von Wirtschaftsexperten, das die katastrophalen Devisenverluste der Reichsbank während der Bankenkrise durch ein Stillhalteabkommen aushandelte. Im Herbst des Jahres wurde Schmitz, der bis 1933 Mitglied im Verwaltungsrat der Deutschen Reichsbahn-Gesellschaft war, das Verkehrsministerium angeboten. Hintergrund war das Drängen des Reichspräsidenten Paul von Hindenburg, Brüning solle sich aus seiner Abhängigkeit von der SPD lösen und sein Kabinett stärker nach rechts orientieren. Weil bei Schmitz’ Ernennung zum Minister aber Veröffentlichungen über finanzielle Unregelmäßigkeiten der I.G. Farben durch Alfred Hugenbergs Scherl-Verlag zu befürchten standen, wurde nichts daraus. Ersatzweise wurde der I.G.-Farben-Aufsichtsrat Hermann Warmbold Wirtschaftsminister, und Schmitz trat gemeinsam mit 24 anderen Industriellen, darunter Paul Silverberg, Albert Vögler und Otto Wolff, in einen Wirtschaftsbeirat der Reichsregierung ein. Damit wollte der Kanzler dem Reichspräsidenten signalisieren, dass die Umorientierung seines Kabinetts nach rechts doch noch Erfolg gehabt hätte. Der Beirat tagte im Oktober und November 1931, doch eine öffentlichkeitswirksame Unterstützung der brüningschen Deflationspolitik misslang, da Silverberg und Schmitz hier für eine Kreditausweitung eintraten. Schmitz war nämlich Mitglied im sogenannten Wagemann-Kreis, einer Runde von Wirtschafts- und Finanzfachleuten um den Präsidenten des Statistischen Reichsamts Ernst Wagemann, die sich Gedanken um eine Kreditreform machte. Man plante die Einführung einer zweiten Geldsorte, des sogenannten Konsumentengeldes, für das die strengen Deckungsregeln der Reichsbank nicht mehr gelten sollten. Die klare Ablehnung des im Januar 1932 veröffentlichten Wagemann-Plans durch die Reichsregierung führte zu einer wachsenden Entfremdung Schmitz’ von Brüning. Um zu eruieren, ob die NSDAP bereit wäre, sich im Falle einer Regierungsbeteiligung für die Umsetzung des Wagemann-Plans einzusetzen, traf sich Schmitz auch einmal mit Hitler, der sich nicht abgeneigt zeigte. Eine Zusammenarbeit kam aber zunächst nicht zustande.

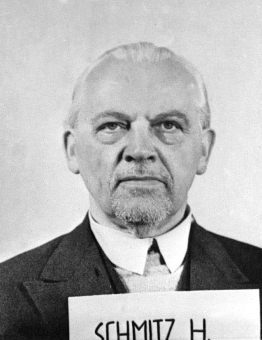
Hermann Schmitz während der Nürnberger Prozesse

In der Zeit des Nationalsozialismus war Schmitz von November 1933 bis 1945 Mitglied des Reichstags. 1933 gehörte er zu den achtzehn Grundsteinstiftern für das 1937 erbaute Haus der Deutschen Kunst in München. 1935 wurde er zum Wehrwirtschaftsführer ernannt. 1941 erhielt er das Kriegsverdienstkreuz 1. Klasse. 1935 wurde Schmitz Boschs Nachfolger als Vorstandsvorsitzender der I.G. Farben und war somit auch hauptverantwortlich für den Einsatz von Zwangsarbeitern in Fabriken und für die Finanzierung und Errichtung des KZ Auschwitz III Monowitz. 1945 wurde er in Heidelberg durch Jürgen Kuczynski festgenommen. Im I.G.-Farben-Prozess wurde er 1948, zusammen mit anderen leitenden Angestellten des Unternehmens, wegen Plünderung zu vier Jahren Gefängnisstrafe verurteilt und unter Anrechnung der bisherigen Haft 1949 aus dem Kriegsverbrechergefängnis Landsberg entlassen.
In der Bundesrepublik wurde Schmitz 1952 Aufsichtsratsmitglied der Deutschen Bank Berlin-West und 1956 Ehrenvorsitzender des Aufsichtsrats der Rheinstahl-Rheinische Stahlwerke, deren größter Aktionär schon in der Zeit des Nationalsozialismus die I.G. Farben gewesen war.